# The Producers - Det våras för Hitler
The Producers - Det våras för Hitler är en scenmusikal baserad på Mel Brooks film Det våras för Hitler.
Musikalen hade urpremiär på St. James Theater på Broadway hösten 2001.

## Handling
En fordom stor, men nu misslyckad broadway-producent beslutar sig efter flera misslyckade uppsättningar, hård kritik från journalisterna och pengaförluster, för att försöka göra en så usel uppsättning som möjligt för att genom att satsa rätt tjäna på det. Han får kontakt med en annan man, en revisor som söker ett bättre liv, och tillsammans ger de sig ut för att leta rätt på det absolut sämsta manuset, den sämsta regissören, och de i särklass sämsta skådespelarna.

## Uppsättningar i Sverige
I Sverige hade uppsättningen premiär den 19 september 2008 på Chinateatern i Stockholm, i regi av Anders Aldgård. I huvudrollerna syns Claes Malmberg, Kim Sulocki och Christine Meltzer, musikansvarig och orkestrering Anders Berglund samt ledare för orkestern är Johan Lanqvist.
Uppsättningen flyttar hösten -09 till Göteborg och till Malmö 2010
Svenska uppsättningen
- Max Bialystock - Claes Malmberg
- Leo Bloom - Kim Sulocki
- Ulla - Christine Meltzer (original) / Pernilla Wahlgren (Göteborg) / Sofie Lindberg (Göteborg/Malmö)
- Franz Liebkind - Claes Månsson
- Roger DeBris - Magnus Härenstam
- Carmen Ghia - Ola Forssmed